# 1997 HP8
1997 HP8 är en asteroid i huvudbältet som upptäcktes den 30 april 1997 av LINEAR i Socorro County, New Mexico.
Asteroiden har en diameter på ungefär 5 kilometer.